# コガネバナ
コガネバナ（黄金花 Scutellaria baicalensis）は、シソ科タツナミソウ属の多年草で、ロシアの極東地方からモンゴル、中国北部、朝鮮半島にかけて分布する。小葉が細いので、コガネヤナギともいう。

## 形態
草丈30～60cm。茎は上部は直立するが、基部は横に匍匐する。葉は対生で全縁、無柄。花は夏に穂状花序をなして咲き、青紫色の唇形花を対生で咲かせる。和名の「コガネバナ」は、花の色とは関係なく、根の断面が鮮やかな黄色をしているために付けられた。ただし個体によって、樺色や褐色のものもある。
徳川吉宗の頃、朝鮮から種子が導入され、小石川養生所（現・東京大学小石川植物園）で栽培されたのが、日本での栽培の最初とされている。

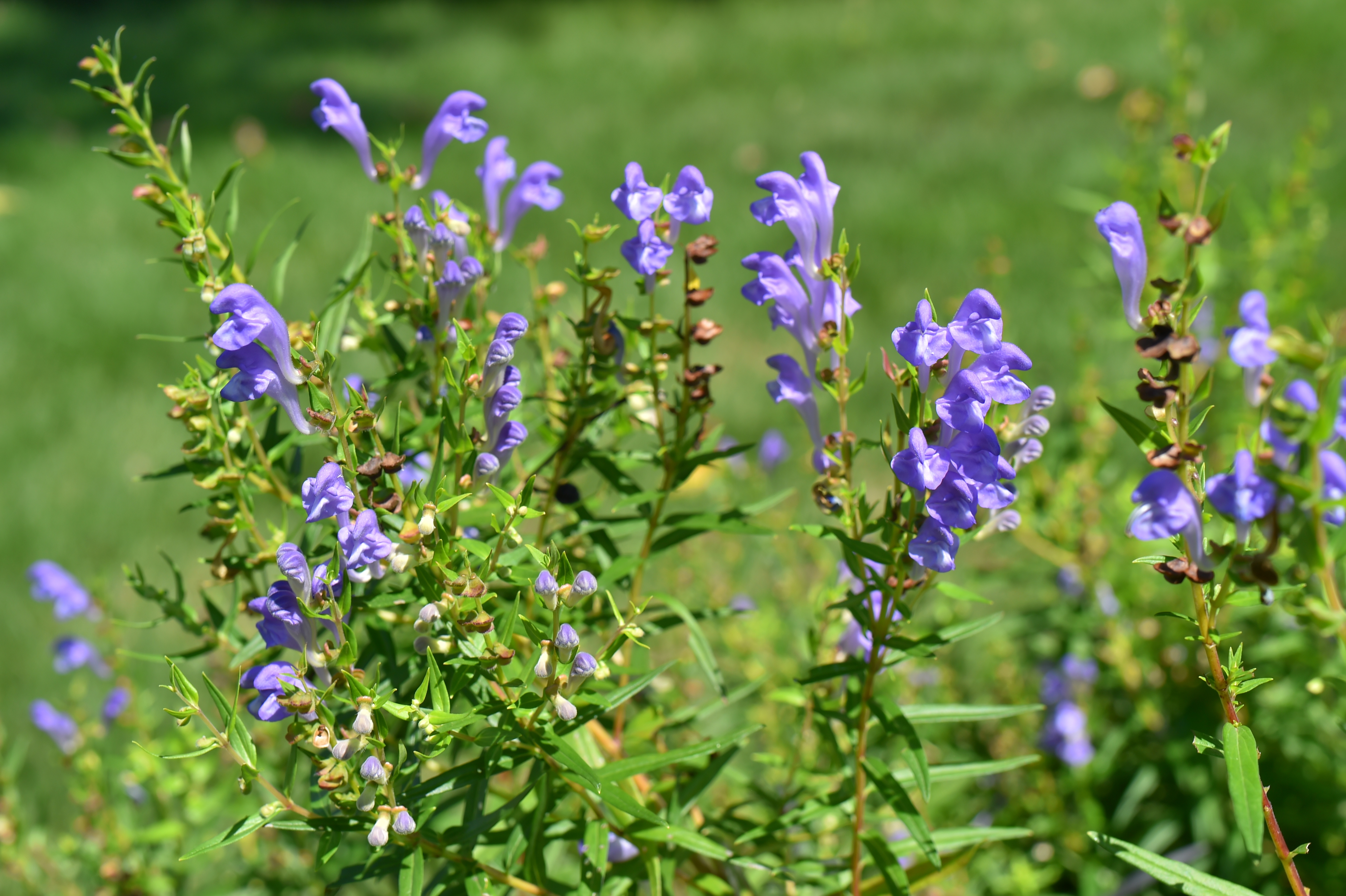
花期（8月）

## 黄芩(おうごん)
根の周皮を取り除き乾燥させたものを「黄芩」という。主要成分はフラボノイドのバイカリンやオウゴニンなど。薬味としては比較的よく使われている。
漢方では清熱薬に属し、小柴胡湯や柴胡加竜骨牡蛎湯など柴胡剤に分類される漢方処方群に配合されている。

### 副作用
漢方薬による膀胱炎は、小柴胡湯、柴胡桂枝湯、柴朴湯、柴苓湯などの柴胡剤によるという報告が多く、アレルギー性膀胱炎や好酸球性膀胱炎などが報告されているほか、1990年代前半には、慢性肝炎の患者に対して小柴胡湯が一律に投与されたため、間質性肺炎が多く発症した。当時国内で20万人ほどの慢性肝炎の患者が小柴胡湯を服用したが、約1万人に1人が間質性肺炎を発症し、うち約10人に1人が死亡した。副作用をひき起こす漢方薬の多くは、その構成生薬として黄芩を含んでいる。ただし、黄芩がそれぞれの漢方薬の中で、重要な役割を果たしており、不可欠であるため、処方から黄芩を除けばいいというわけではない。